# Cuis
Cuis est une commune française située dans le département de la Marne en région Grand Est. Ses habitants sont appelés les Cuitats.

## Géographie
Cuis est située à 7 km au sud d'Épernay, au nord de la côte des Blancs.

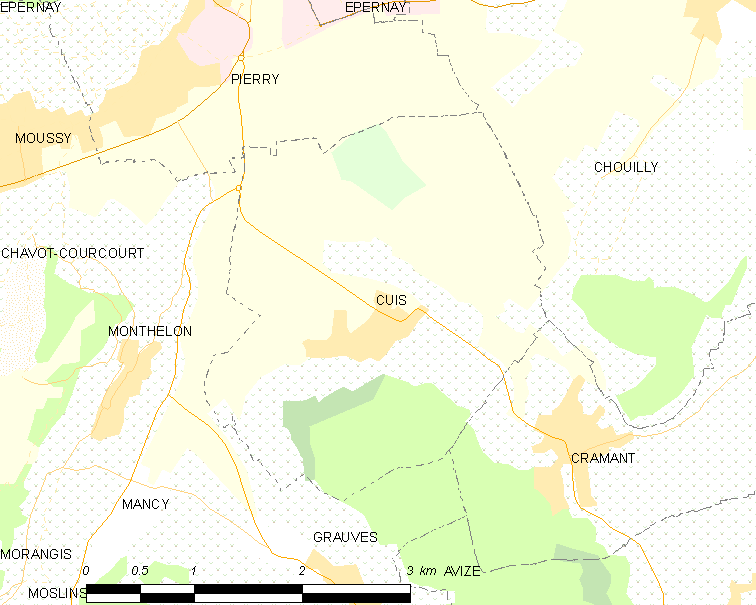
Carte de la commune.
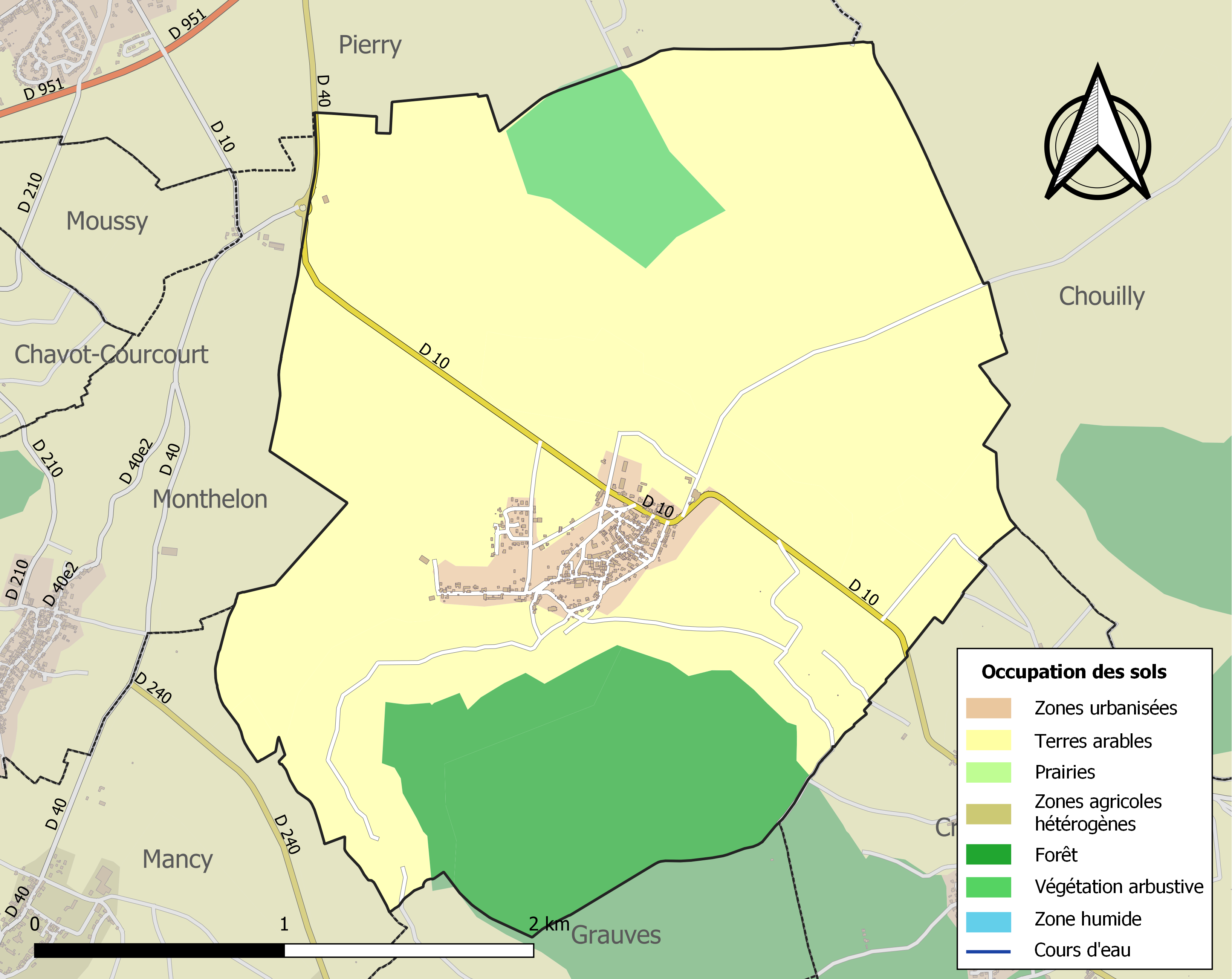
Carte des infrastructures et de l'occupation des sols de la commune en 2018 (CLC).

|
|           | Pierry  | Chouilly |
| Monthelon | Cuis    |          |
| Mancy     | Grauves | Cramant  |

### Hydrographie
La commune est dans la région hydrographique « la Seine de sa source au confluent de l'Oise (exclu) » au sein du bassin Seine-Normandie. Elle n'est drainée par aucun cours d'eau,.

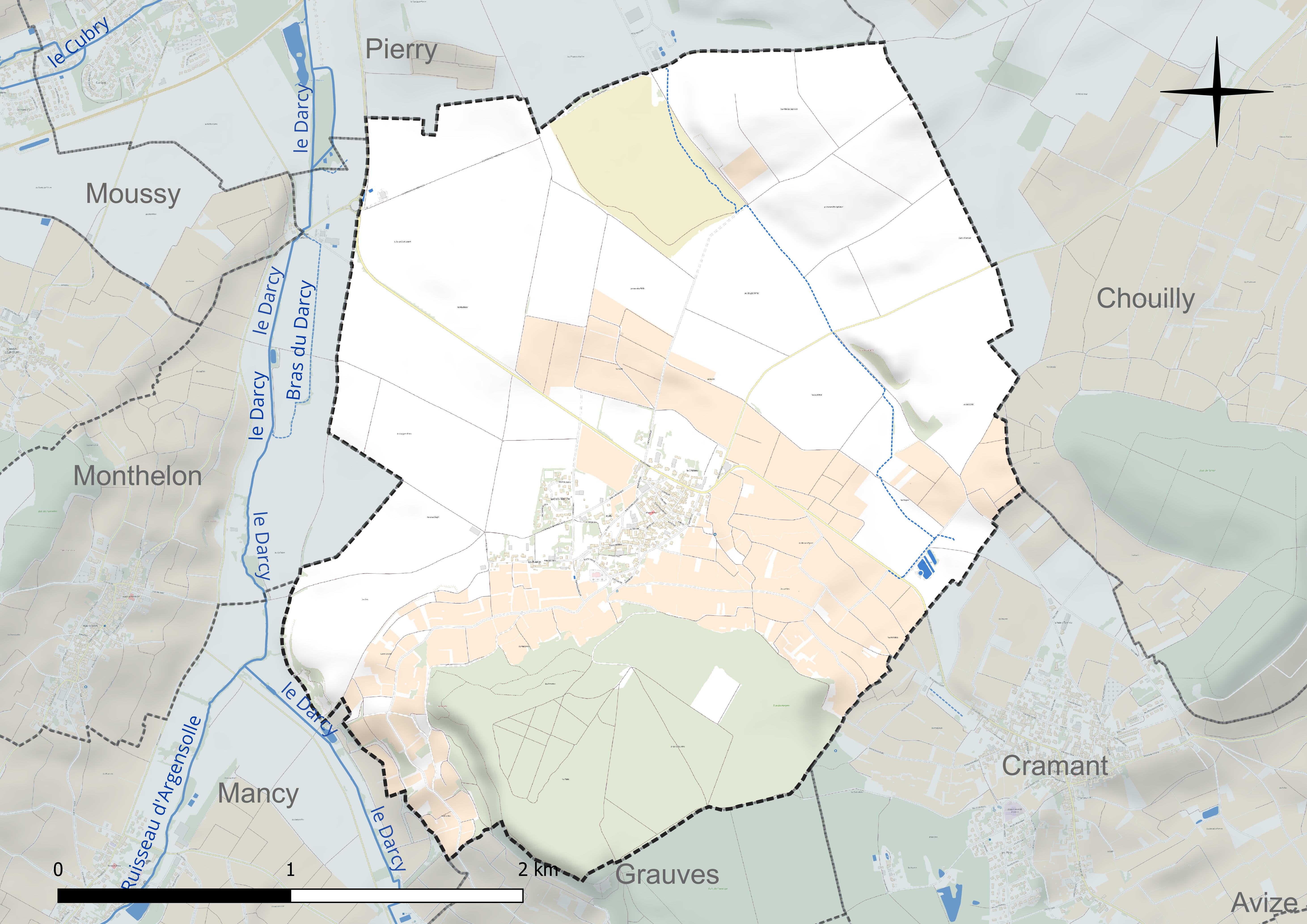
Réseau hydrographique de Cuis.

### Climat
Pour des articles plus généraux, voir Climat du Grand Est et Climat de la Marne.
En 2010, le climat de la commune est de type climat océanique dégradé des plaines du Centre et du Nord, selon une étude du Centre national de la recherche scientifique s'appuyant sur une série de données couvrant la période 1971-2000. En 2020, Météo-France publie une typologie des climats de la France métropolitaine dans laquelle la commune est exposée à un climat océanique altéré et est dans la région climatique  Nord-est du bassin Parisien, caractérisée par un ensoleillement médiocre, une pluviométrie moyenne régulièrement répartie au cours de l’année et un hiver froid (3 °C). 
Pour la période 1971-2000, la température annuelle moyenne est de 10,6 °C, avec une amplitude thermique annuelle de 16,5 °C. Le cumul annuel moyen de précipitations est de 766 mm, avec 11,8 jours de précipitations en janvier et 8,2 jours en juillet. Pour la période 1991-2020, la température moyenne annuelle observée sur la station météorologique de Météo-France la plus proche, « Chouilly », sur la commune de Chouilly à 5 km à vol d'oiseau, est de 11,4 °C et le cumul annuel moyen de précipitations est de 668,9 mm. 
La température maximale relevée sur cette station est de 40,3 °C, atteinte le 25 juillet 2019 ; la température minimale est de −12,3 °C, atteinte le 5 février 2012,,. 
Les paramètres climatiques de la commune ont été estimés pour le milieu du siècle (2041-2070) selon différents scénarios d'émission de gaz à effet de serre à partir des nouvelles projections climatiques de référence DRIAS-2020. Ils sont consultables sur un site dédié publié par Météo-France en novembre 2022.

## Urbanisme

### Typologie
Au 1er janvier 2024, Cuis est catégorisée commune rurale à habitat dispersé, selon la nouvelle grille communale de densité à sept niveaux définie par l'Insee en 2022.
Elle est située hors unité urbaine. Par ailleurs la commune fait partie de l'aire d'attraction d'Épernay, dont elle est une commune de la couronne,. Cette aire, qui regroupe 44 communes, est catégorisée dans les aires de 50 000 à moins de 200 000 habitants,.

### Occupation des sols
L'occupation des sols de la commune, telle qu'elle ressort de la base de données européenne d’occupation biophysique des sols Corine Land Cover (CLC), est marquée par l'importance des territoires agricoles (76,2 % en 2018), une proportion sensiblement équivalente à celle de 1990 (76,1 %). La répartition détaillée en 2018 est la suivante : 
terres arables (54,1 %), cultures permanentes (22,1 %), forêts (15,3 %), milieux à végétation arbustive et/ou herbacée (4,4 %), zones urbanisées (4,1 %).
L'IGN met par ailleurs à disposition un outil en ligne permettant de comparer l’évolution dans le temps de l’occupation des sols de la commune (ou de territoires à des échelles différentes). Plusieurs époques sont accessibles sous forme de cartes ou photos aériennes : la carte de Cassini (XVIIIe siècle), la carte d'état-major (1820-1866) et la période actuelle (1950 à aujourd'hui).

### Voies de communication et transports
En matière de transports en commun, Cuis est desservie par la ligne 51R160 des cars Fluo Grand Est entre Fère-Champenoise et Épernay (arrêt Cuis Lavoir). Membre de la communauté d'agglomération Épernay, Coteaux et Plaine de Champagne, la commune bénéficie également du service de transport à la demande (TAD) du réseau Mouvéo. L'arrêt Cuis Mairie se trouve sur la ligne A entre Épernay et Vertus, qui propose en 2025 deux allers et deux retours par jour (du lundi au samedi hors jours fériés).

## Économie
La commune produit essentiellement du champagne blanc de blancs de premier cru. Le village possède 174 ha de vignes cultivés sur ses coteaux.

## Toponymie
Le nom de la localité est attesté sous les formes Cuiz (1210) ; Cuys (1230) ; Cuis (1233) ; Cuix (1315) ; Cuy (1741).

Selon la légende ses habitants sont appelés les « Musettes » car,  les greniers du village étaient régulièrement envahis par les mulots (musettes en dialecte), après l'engrangement des récoltes.

## Histoire
La comtesse de Champagne Blanche accorde en 1233 la charte dite « d'affouages de Cuis ». Celle-ci permet aux habitants de Cuis et Grauves d'exploiter les bois détenus par l'abbaye d'Argensolles. Dès lors et jusqu'en 1998, les deux villages puis communes vont se partager la gestion de la forêt d'Argensolles, bien qu'étant sur le territoire de Moslins. Cependant, en 1998, l'Office national des forêts crée une commission syndicale pour gérer légalement les bois, où siègent des représentants de Grauves et Cuis. En 1284, cette abbaye avait droit de justice sur les bois communaux de Cuis et de Grauves.
Au Moyen Âge, il y avait plusieurs fiefs à Cuis. Parmi ceux-ci on peut citer le « fief de Favresse » situé sur les Pâtis de Cuis, le « fief de Cuille » (ou Cuylle) sur les Pâtis de Grauves et juxtaposé au précédent, le « château de Cuis » sur la route d'Épernay, le « château de la Tour » rue des Bourgs et le « château de Favresse » qui appartenait aux Lercerf seigneurs de Cramant.
Fin août, début septembre 1914, durant la Première Guerre mondiale, comme l'ensemble des communes de la Côte des blancs, la commune fut traversée par les troupes françaises poursuivies par les troupes allemandes avant d'être une nouvelles fois traversée par les troupes allemandes en déroute, poursuivies par les forces françaises après la victoire de la Marne. 
Au cours des deux batailles de la Marne, en septembre 1914 puis en juillet 1918, une partie des Cuitats évacuèrent le village.
Le 5 septembre 1914 au matin, le maire d'Épernay, Maurice Pol Roger, est pris en otage et emmené en voiture jusqu'à Cuis pour être interrogé sur la disparition de parlementaires allemands. Il est finalement libéré dans la soirée et regagne Épernay à pied.
En 1918, le village accueille un hôpital italien.
Une plaque commémorative apposée sur la mairie indique :
« 
Le 17 juin 1943, sur le plateau des Patis de Cuis, du nom de code « Le Faisan » eut lieu le premier parachutage d’armes et de ravitaillement clandestin de la région organisée par la Résistance.
 »
Ce parachutage comprenait 7 parachutes avec 7 cylindres comprenant 2 poignards de commando, 2 mitraillettes Sten, 12 grenades Mills, 2 piles pour lampes torches et des boites métalliques (dont le contenu n'est pas indiqué)

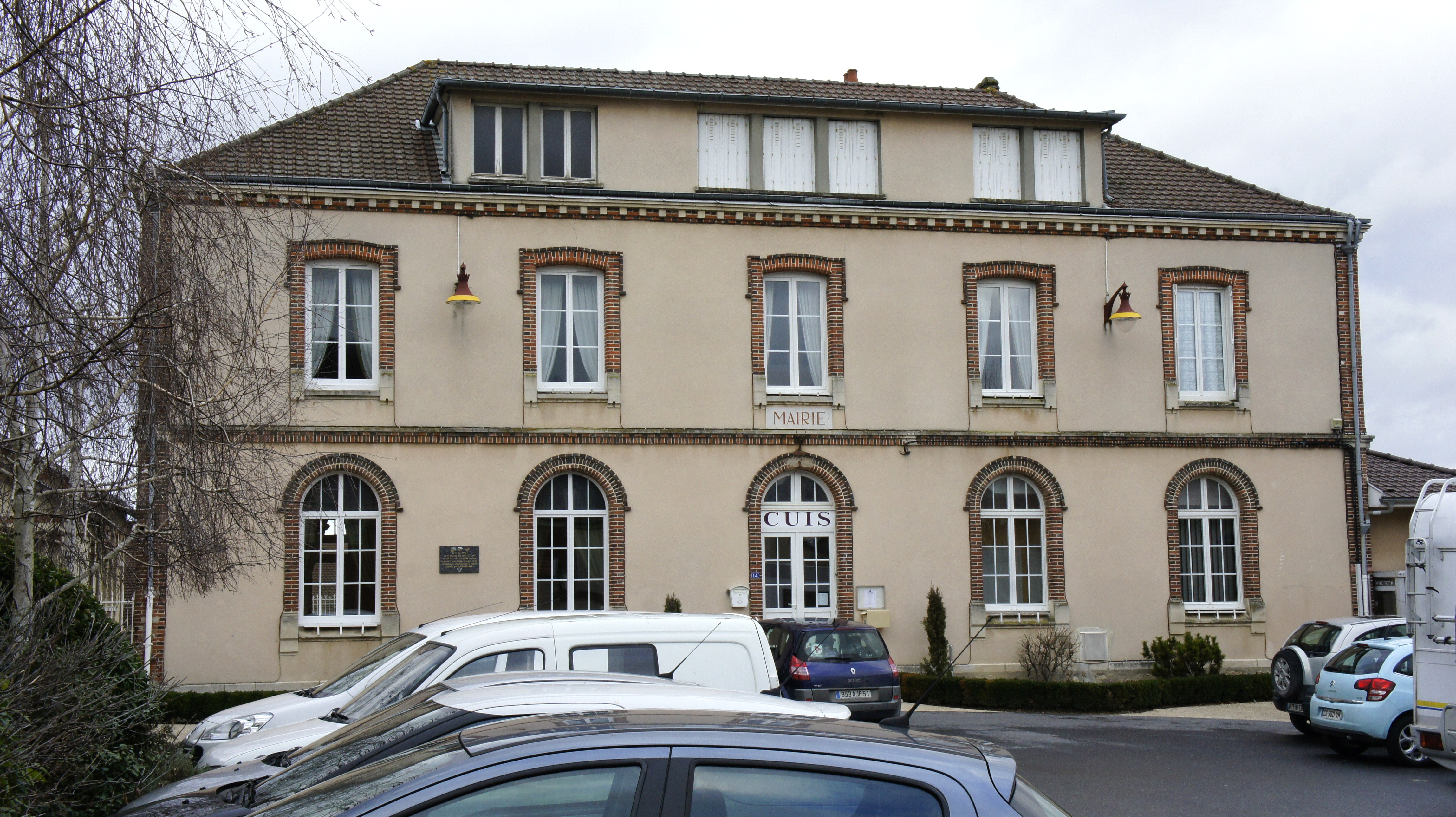
La mairie
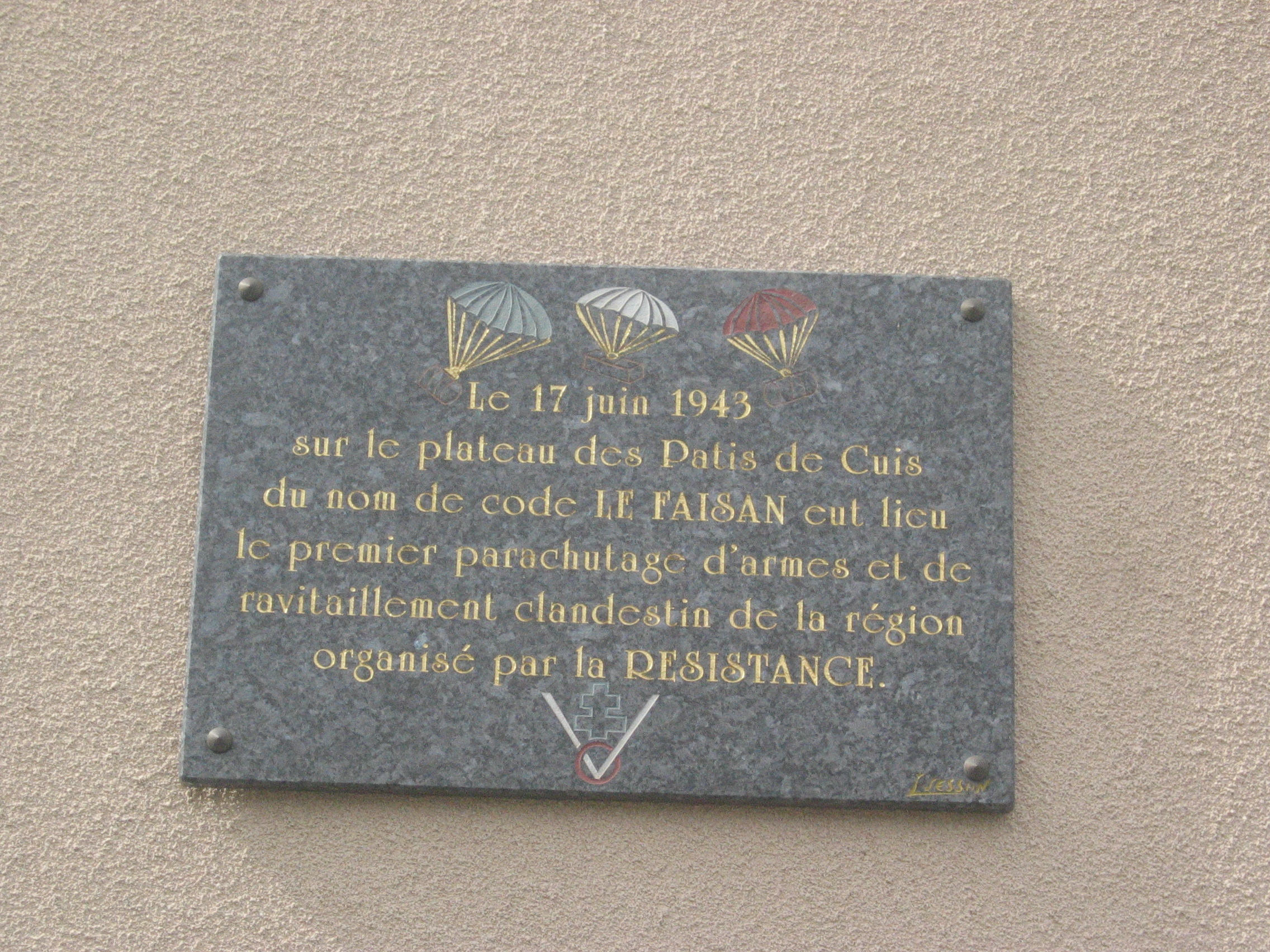
Premier parachutage d'armes de la Résistance française de la région

## Politique et administration
| Période                                  | Période        | Identité                   | Étiquette | Qualité          |
| ---------------------------------------- | -------------- | -------------------------- | --------- | ---------------- |
| Les données manquantes sont à compléter. |                |                            |           |                  |
| 2020                                     | En cours       | Patrick Buffry             |           |                  |
| 1989                                     | 2020           | Jacky Baillot              | UMP       |                  |
| 1973                                     | 1989           | William Bourmault          | RPR       |                  |
| Les données manquantes sont à compléter. |                |                            |           |                  |
| Juillet 1898                             | Après 1901     | François Dumez             |           |                  |
| Mai 1888                                 | Juin 1898      | Vinceslas Gimonnet         |           |                  |
| Avril 1881                               | Mai 1888       | Narcisse Isidore Roché     |           |                  |
| Octobre 1876                             | Avril 1881     | Pierre Louis Bertaud       |           |                  |
| Juin 1871                                | Septembre 1876 | Auguste Bellony Roché      |           |                  |
| Septembre 1865                           | Mai 1871       | Narcisse Brisson           |           |                  |
| Avril 1849                               | Août 1865      | Pierre Louis Bertaud       |           |                  |
| Septembre 1848                           | Avril 1849     | Pierre Louis Pannetier     |           | Maréchal-ferrant |
| Janvier 1844                             | Septembre 1848 | Jean-Baptiste Roché        |           |                  |
| Mai 1838                                 | Décembre 1843  | Pierre Louis Pannetier     |           | Maréchal-ferrant |
| Novembre 1837                            | Avril 1838     | Louis Nicaise Doué         |           |                  |
| An XII                                   | Novembre 1837  | Pierre Louis Pannetier     |           | Maréchal-ferrant |
|                                          | An XI          | Jean Louis François Jannet |           |                  |

## Équipements et services publics

### Eau et déchets
L'approvisionnement en eau potable et l'assainissement des eaux usées sont des compétences de la communauté d'agglomération Épernay Agglo Champagne, gérées par le biais de son service « Régie Eau et Assainissement » depuis le 1er janvier 2022. La commune de Cuis est alimentée en eau potable par plus de trois captages. Une station d'épuration se trouve à la limite entre Cuis et Cramant. L'assainissement collectif y est assuré en régie par la communauté d'agglomération.
La communauté d'agglomération est également compétente en matière de déchets. La collecte des ordures ménagères résiduelles, des déchets recyclables et des biodéchets est réalisée en porte à porte, par mise à disposition de trois bacs distincts. La communauté d'agglomération adhèrant au syndicat de valorisation des ordures ménagères de la Marne (SYVALOM), ces déchets sont amenés au centre de transfert départemental de Pierry puis valorisés sur le site de La Veuve. La collecte du verre et des textiles se fait en apport volontaire. La communauté d'agglomération met par ailleurs trois déchèteries à disposition de ses habitants : à Magenta, Pierry et Voipreux.

### Enseignement
Cuis fait partie de l'académie de Reims.
Les enfants de la commune fréquentent l'école de Cramant. L'école primaire, regroupant maternelle et élémentaire, est installée allée de la Forêt et accueille 66 élèves (chiffres 2024-2025).
Les enfants de Cuis sont ensuite rattachés au collège Antoine de Saint-Exupéry d'Avize et au lycée Stéphane-Hessel d'Épernay.

### Postes et télécommunications
Une boîte aux lettres de La Poste se trouve sur le territoire de la commune, dans la Grande Rue. Les bureaux de poste les plus proches sont situés dans les communes voisines de Cramant et Pierry.

### Justice, sécurité et secours
Du point de vue judiciaire, Cuis relève du conseil de prud'hommes d'Épernay, du tribunal de commerce de Reims, du tribunal de proximité, du tribunal judiciaire, du tribunal paritaire des baux ruraux et du tribunal pour enfants de Châlons-en-Champagne, dans le ressort de la cour d'appel de Reims. Pour le contentieux administratif, la commune dépend du tribunal administratif de Châlons-en-Champagne et de la cour administrative d'appel de Nancy.
Cuis est située en secteur Gendarmerie nationale et dépend de la brigade d'Avize.
En matière d'incendie et de secours, la caserne la plus proche est celle d'Épernay, rattachée au Service départemental d'incendie et de secours (SDIS) de la Marne.

## Démographie
L'évolution du nombre d'habitants est connue à travers les recensements de la population effectués dans la commune depuis 1793. Pour les communes de moins de 10 000 habitants, une enquête de recensement portant sur toute la population est réalisée tous les cinq ans, les populations de référence des années intermédiaires étant quant à elles estimées par interpolation ou extrapolation. Pour la commune, le premier recensement exhaustif entrant dans le cadre du nouveau dispositif a été réalisé en 2004.

En 2022, la commune comptait 368 habitants, en évolution de −6,84 % par rapport à 2016 (Marne : −1,19 %, France hors Mayotte : +2,11 %).
| 1793 | 1800 | 1806 | 1821 | 1831 | 1836 | 1841 | 1846 | 1851 |
| ---- | ---- | ---- | ---- | ---- | ---- | ---- | ---- | ---- |
| 438  | 454  | 474  | 430  | 451  | 465  | 471  | 460  | 450  |

| 1856 | 1861 | 1866 | 1872 | 1876 | 1881 | 1886 | 1891 | 1896 |
| ---- | ---- | ---- | ---- | ---- | ---- | ---- | ---- | ---- |
| 412  | 441  | 429  | 447  | 463  | 437  | 454  | 444  | 468  |

| 1901 | 1906 | 1911 | 1921 | 1926 | 1931 | 1936 | 1946 | 1954 |
| ---- | ---- | ---- | ---- | ---- | ---- | ---- | ---- | ---- |
| 479  | 515  | 492  | 458  | 423  | 404  | 391  | 375  | 399  |

| 1962 | 1968 | 1975 | 1982 | 1990 | 1999 | 2004 | 2006 | 2009 |
| ---- | ---- | ---- | ---- | ---- | ---- | ---- | ---- | ---- |
| 429  | 418  | 468  | 437  | 448  | 433  | 396  | 388  | 404  |

| 2014 | 2019 | 2022 | - | - | - | - | - | - |
| ---- | ---- | ---- | - | - | - | - | - | - |
| 405  | 369  | 368  | - | - | - | - | - | - |

## Lieux et monuments

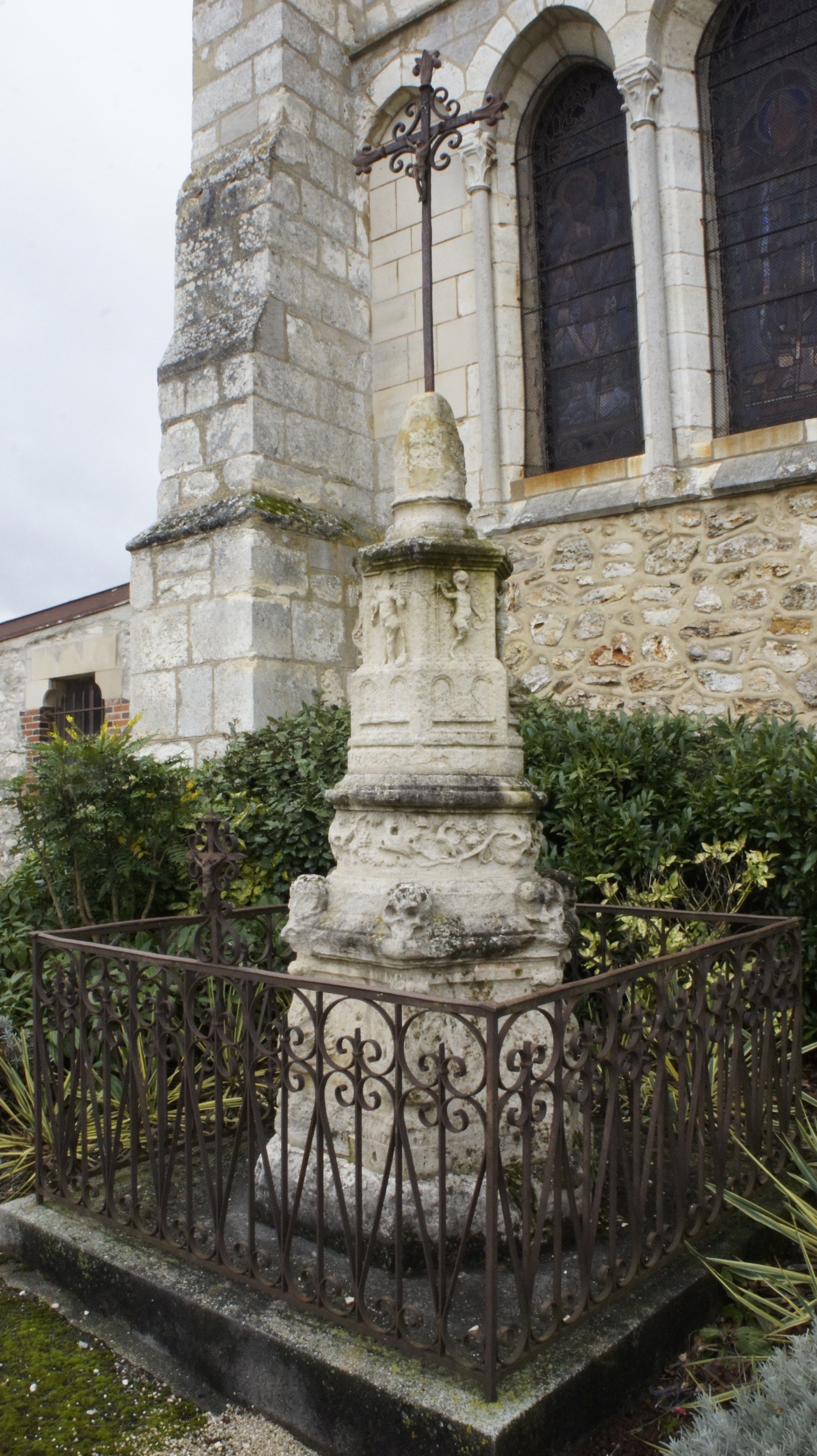
Calvaire sculpté.

- Église Saint-Nicaise de Cuis du XIIe siècle et XIIIe siècle classée[41] avec un rare calvaire et un beau panorama.

- Le château de Favresse[20], désormais détruit, appartint à la famille Lercerf seigneurs de Cramant jusqu'en 1696, date à laquelle il est vendu à Nicolas Grossetete. Par suite de mariages et de successions le château devient la propriété de Françoise Farin épouse de Henry de Failly, puis à Suzanne Rose de Failly qui épousa, vers 1755, Pierre Gilles Hennequin de Villermont dont une des descendance, Charlotte de Villermont (fille d'Athanase de Villermont), se maria avec Jacques Bollinger en 1837.
Un document de 1685 décrit le château comme étant fort délabré :

« Aujourd'hui 21 novembre 1685 sommes transportés au château de Favresse appartenant à damoiselle Lecerf, ou étant entré dans la cour nous avons reconnu que ladite cour est fermée de murailles à quatre tours d'icelle. Il y a quatre tours, un puits au milieu de ladite cour, un grand corps de logis du côté du midi, une grange au côté du soleil couchant. Ce dit corps de logis est composé d'une cuisine, d'un fournil, d'un cellier, d'une bergerie et dessus d'un grand grenier séparé d'une cloison couverte de tuiles pour la plus grande; lequel corps de logis est en très mauvais état, la couverture est beaucoup minée ainsi que les planches du toit et l'escalier... qu'il convient de réparer puissamment tous les bâtiments et débourser la somme de quinze cent livres. »
Le 9 août 1746, un document fait état de la « ferme Favresse » qui est exploitée par un fermier nommé Charles Chambrelin et qui y demeure. A cette époque, le « château de Favresse » semble n'être plus qu'une ferme.

## Personnalités liées à la commune
- Athanase de Villermont (1763-1840), amiral ayant combattu lors de la Guerre d'indépendance américaine né à Cuis[42].
L'an de grâce mil sept cent soixante trois le seize avril je soussigné prêtre curé de Cuis ai baptisé le fils de messire Gilles Hennequin de Villermont chevalier, seigneur de Saint-Martin, du châtel Villermont, Cuis, la Tour, Cramant et Chouilly et de Dame Suzanne Rose de Failly, ses pères et mères mariés ensemble, seigneur et dame demeurant ensemble en leur château situé audit Cuis, lequel né le neuf dudit mois d'avril, on a imposé le nom de Athanase Louis Emmanuel. Le parrain messire Louis Henri de Robert, seigneur du Châtelet, capitaine au régiment d'Eu-Infanterie, chevalier de l'ordre royal et militaire de Saint-Louis et Demoiselle Marie Marguerite Louise de Contet, Dame d'Aulnay la marraine. Le curé dudit Cuis, par procuration répondre en leur absence et demoiselle Aurore Hennequin de Cramant de même ladite demoiselle n'a pas signée comme étant trop jeune, son père messire de Villermont son père a signé pour elle et moi curé dudit Cuis.